# Allmännyttig ideell förening
En allmännyttig ideell förening är i Sverige en ideell förening som bedöms ha sådan verksamhet att det blir befogat att den är begränsat skattskyldig. En allmännyttig förening är inte skattskyldig för viss näringsverksamhet, fastighetsrörelse eller kapitalvinster. De är ej heller momspliktiga. 

## De fyra kraven
Det uppställs fyra krav på ideella föreningar, för att dessa ska anses allmännyttiga. Det är dessa krav Skatteverket - och vid överklagande av beslut förvaltningsdomstolarna - har att ta hänsyn till, vid bedömning av ideella föreningars skattskyldighet.

### Ändamålskravet
Allmännyttighetsbegreppet går tillbaka på 38 § i den numera upphävda lagen (1941:416) om arvsskatt och gåvoskatt, där det stadgades att vissa föreningar, bland andra religiösa, sociala och politiska, var gåvoskattebefriade. 
Föreningens syfte ska huvudsakligen vara att främja allmännyttiga ändamål. "Huvudsakligen" innebär att tre fjärdedelar av verksamheten måste vara inriktad på allmännyttiga ändamål, för att skattebefrielse ska vara aktuell. Sådana ändamål uppräknas i 7 kap. 4 § och 8 § inkomstskattelagen, men uppräkningen är inte uttömmande. Vad som enligt utbredd uppfattning anses som allmännyttigt ska vara vägledande. Bedömningen ska vara mycket generös. Exempel på allmännyttiga ändamål är stärkandet av rikets försvar, främjandet av vetenskaplig forskning och främjandet av vård och uppfostran av barn. Ändamålet/ändamålen får ej vara begränsat/begränsade till vissa bestämda personer, föreningens medlemmar, eller till vissa familjer/släkter. Verksamhet som huvudsakligen syftar till att tillvarata medlemmarnas ekonomiska intressen, exempelvis facklig verksamhet, anses ej vara allmännyttig. Ändamålet får dessutom ej ha en alltför särpräglad karaktär, eller strida mot vad som är accepterat från allmän synpunkt. Skattebetalarnas förening, Svenska Pudelklubben och Pensionärernas riksorganisation har ansetts ha allmännyttiga syften.
Vissa anser att ändamålskravet innebär att mer än 25 % av föreningsverksamheten ej kan utgöras av bedrivande av skattepliktig näringsverksamhet.

### Verksamhetskravet
Föreningen skall, för att bli begränsat skattskyldig, tillgodose sina allmännyttiga ändamål "uteslutande eller så gott som uteslutande". Detta innebär att minst 90-95 % av verksamheten ska tillgodose ändamålen, dvs. den ideella verksamheten, och ej servicefunktioner, ska dominera föreningens aktiviteter. Bedömningen är ekonomisk, och innebär sålunda att det mesta av föreningens influtna medel ska användas för att tillgodose dess ändamål. Den verksamhet som en förening de facto genomför avgör om allmännyttighet föreligger, såvida stadgarna är otydliga. Har föreningen stadgar som fastslår att den ska bedriva verksamhet som ej är att anse som allmännyttig, spelar den faktiska verksamheten ingen roll.

### Öppenhetskravet
En allmännyttig förening får inte vägra någon inträde som medlem, såvida godtagbara skäl, sammankopplade med föreningsverksamhetens art eller omfattning, ej föreligger. Ett exempel på sådana skäl är ett krav på musikalitet i en kör eller en musikförening eller krav på viss ålder i en skytteförening. Begränsningar med anledning av kön kan motiveras exempelvis av att föreningen strävar efter förbättring av ett visst köns förutsättningar, till exempel en kvinnoorganisation. Föreningen får av sina medlemmar kräva att de bor inom ett specifikt område, arbetar på en viss arbetsplats eller utbildar sig vid en särskild skola. En allmännyttig förening får ej endast formellt uppfylla öppenhetskravet, exempelvis genom att alla får bli medlemmar, men medlemsavgiften är så hög att endast välbärgade personer i praktiken kan inträda. Kravet på öppenhet innebär att medlemsintagningen ej får göras på godtyckliga eller diskriminerande grunder. Öppenhetskravet anses även innefatta att uteslutning ur föreningen endast görs på skäliga, i stadgan angivna, grunder.

### Fullföljdskravet
Föreningen skall, sett över en period av flera år, bedriva en verksamhet som skäligen motsvarar avkastningen av föreningens tillgångar. Detta innebär att av de fastighets-, rörelse- och kapitalinkomster som föreningen på grund av sin allmännyttighet ej betalar skatt på, samt övriga inkomster som är avsedda att täcka föreningens löpande utgifter (till exempel i regel medlemsavgifter och vissa bidrag), ska minst (75 till) 80 % komma den allmännyttiga verksamheten till del, under en period på inemot fem år (eller i vissa fall under en längre tid; någon övre gräns kan ej generellt sett fastställas). De avdrag, för kostnader till exempel, som föreningen hade fått göra, om den varit obegränsat skattskyldig, ska räknas bort, innan beräkning av huruvida tillräckligt mycket av avkastningen använts till den allmännyttiga verksamheten sker. Ett bidrag till en förening, som utgår för att täcka en specifik kostnad, s.k. "öronmärkta pengar", räknas ej som en del av föreningens avkastning, utan avräknas från de kostnader som bidraget avsett.
Syften som fullföljdskravet är avsett att fylla är att förhindra en förening att avsätta obeskattat kapital för framtida bruk, annat än i limiterad omfattning, samt förhindra att ideella föreningar utnyttjas av personer som vill undandra sig skatt.
Skatteverket får, efter ansökan av föreningen, bevilja dispens från fullföljdskravet i vissa fall. Dispensen gäller i maximalt fem år per beslut, och får endast omfatta en investering i form av förvärv av, alternativt tillbyggnad eller reparation på, fastighet eller anläggning, såvida denna ska användas i föreningens ideella verksamhet.

## Skattebefriad näringsverksamhet
För att en förenings inkomster ska vara skattebefriade, krävs det att minst (70-) 75 % av dessa ska härröra från viss särskild verksamhet. Vilken verksamhet detta är tas upp nedan, och sådan verksamhet som ej går in under kategorierna nedan, är föreningen skattepliktig för. Om föreningen bedriver skattepliktig näringsverksamhet har den ändå rätt till grundavdrag på inkomstskatten, med 15 000 kronor.

### Verksamhet som har naturlig anknytning till föreningens allmännyttiga ändamål
Verksamhet som utgör ett direkt led i främjandet av föreningens allmännyttiga ändamål, samt verksamhet som har annan naturlig anknytning till detta ändamål, är inte skattepliktig. Denna verksamhet ska följaktligen ha annan koppling till den ideella verksamheten än att endast finansiera den. Ett exempel på inkomst som har direkt anknytning till en förenings ideella verksamhet är entréavgifter till idrotts- och kulturevenemang. Verksamhet som utgör ett direkt led i en förenings ideella arbete är exempelvis att, i syfte att göra föreningens verksamhet känd eller sprida dess idéer, sälja affischer, böcker, tidningar eller märken, alternativt om en förening för funktionshindrade säljer varor avsedda för sådana personer. Försäljningen har i sådana fall ej vinstsyfte eller syfte att ge köparna ekonomiska förmåner.
Annan naturlig anknytning till ideella verksamheten, som ej utgör ett direkt led i den, finnes om föreningens vinstinriktade verksamhet har karaktär av service till föreningsmedlemmar eller andra verksamhetsdeltagare. Exempel på detta är om en idrottsförening säljer idrottsredskap, förfriskningar, eller har en mindre servering i anknytning till sin klubblokal, eller om ett studieförbund saluför läroböcker eller om en musikförening tillhandahåller noter. Verksamhetens utsträckning och ekonomiska resultat kan ha betydelse för avgörandet av om en verksamhet har naturlig anknytning till föreningsändamålet. Verksamhet anses ej ha naturlig anknytning till det ideella ändamålet om den bedrivs stadigvarande, under liknande former som reguljär näringsverksamhet.

### Verksamhet som av hävd utnyttjats som finansieringskälla för ideellt arbete
Verksamhet som av hävd utnyttjats som finansieringskälla för ideellt arbete, är inte skattepliktig. "Av hävd" innebär att verksamheten traditionellt, sett för föreningslivet i allmänhet, utnyttjats för att finansiera ideell verksamhet. Några hävdvunna finansieringskällor är bingo, lotterier, försäljning av bingolotter, fester, reklam i närradioprogram vilka har koppling till föreningens allmännyttiga ändamål, upplåtelse av reklamutrymme på klubbdräkter, danstillställningar, loppmarknader, basarer/marknader, skogsplantering, försäljningskampanjer (tillfälliga företeelser, exempelvis försäljning av majblommor), viss tivoliverksamhet samt sådan biografrörelse som bedrivs av nykterhetsförening eller förening med huvudsakligt ändamål att tillhandahålla allmänna samlingslokaler. En idrottsförenings medarrangerande av årliga rockkonserter har (då rock är "musik av etablerat slag") av Regeringsrätten ansetts vara en verksamhet som av hävd utnyttjats för finansiering av ideell verksamhet. Serveringsverksamhet är inte en verksamhet som av hävd utnyttjats som finansieringskälla för ideellt arbete.